# 李慧嫻
李慧嫻（英語：Rosanna Li Wei Han），是著名藝術家、雕塑家、香港理工大學副教授。她也是藝術大師亨利·摩爾 和亨利·馬蒂斯風格愛好者、也是小說家亦舒的讀者。香港藝術館及香港文化博物館名譽顧問。1990至2010年間任職理工大學設計學院，1985年獲得市政局藝術獎（陶藝），1999年獲得香港藝術家雕塑年獎等並為香港當代陶藝協會創會會員。
李慧嫻最有名的作品是港鐵油塘站出口的戶外陶藝雕塑《行人、閒人》是由六個在吃飯、讀書和購物的雕像組成，其中，一男二女人物雕像坐著，另外一男二女雕像站立。

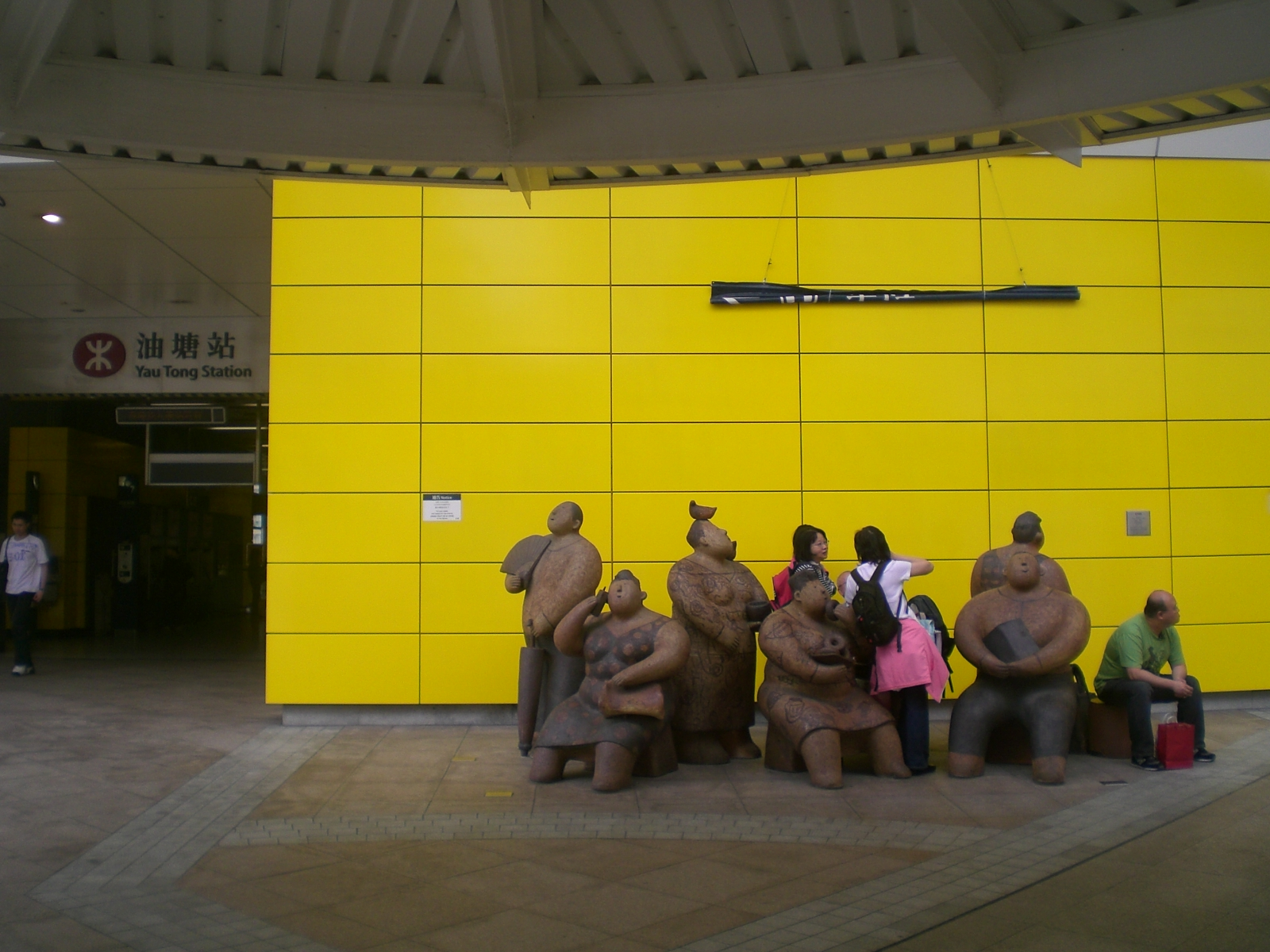
位於油塘站的作品《行人、閒人》
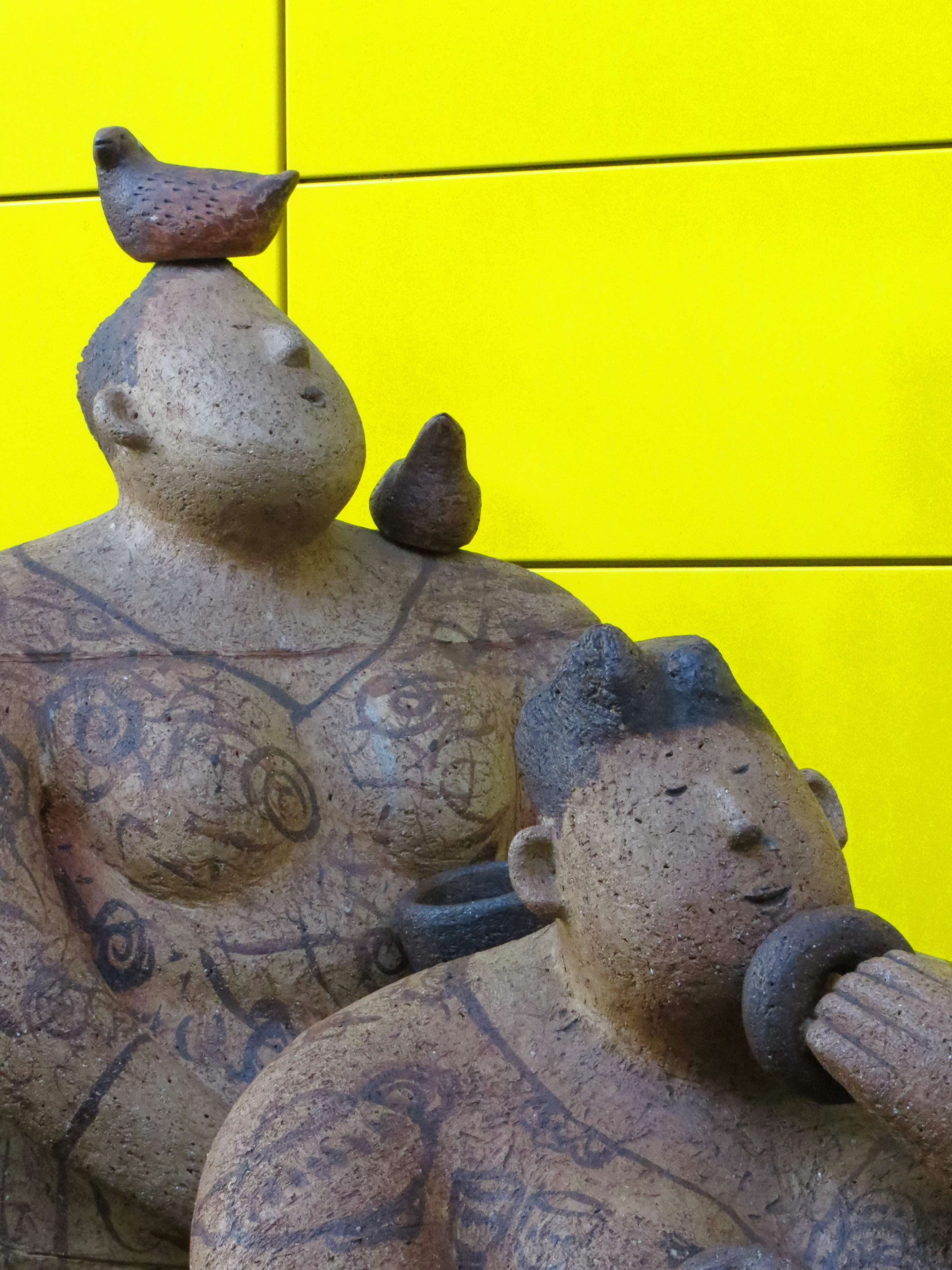
《行人、閒人》的特寫
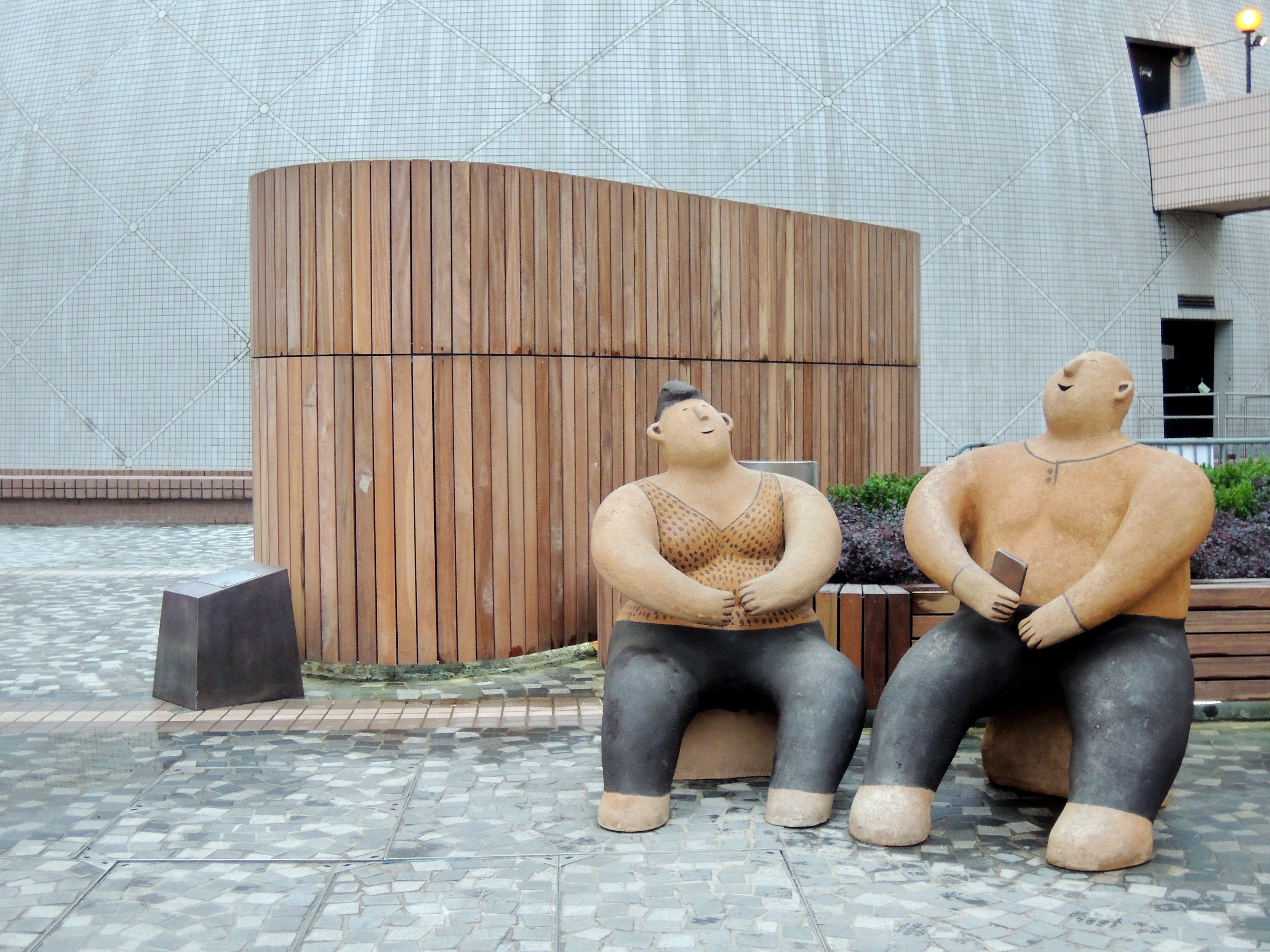
香港藝術館梳士巴利花園藝術廣場「天、地、人 — 香港藝術展覽」李慧嫻《心滿意足II》作品。

## 經歷
- 羅富國教育學院（今香港教育大學，教育學院前身）
- 葛量洪教育學院（今香港教育大學，教育學院前身）
- 香港理工學院
- 利物浦大學
- 倫敦大學
- 1985年香港市政局陶藝作品獎
- 2000年 廣東美術館 陶藝作品銀獎

## 外部参考
- . 文匯報. 2005-02-08  [2012-11-05]. （原始内容存档于2021-03-23）.
- 最為香港市民認識的是李慧嫻的車站藝術作品《行人、閒人》，設於 （页面存档备份，存于）港鐵油塘站
- 李慧嫻全面了解

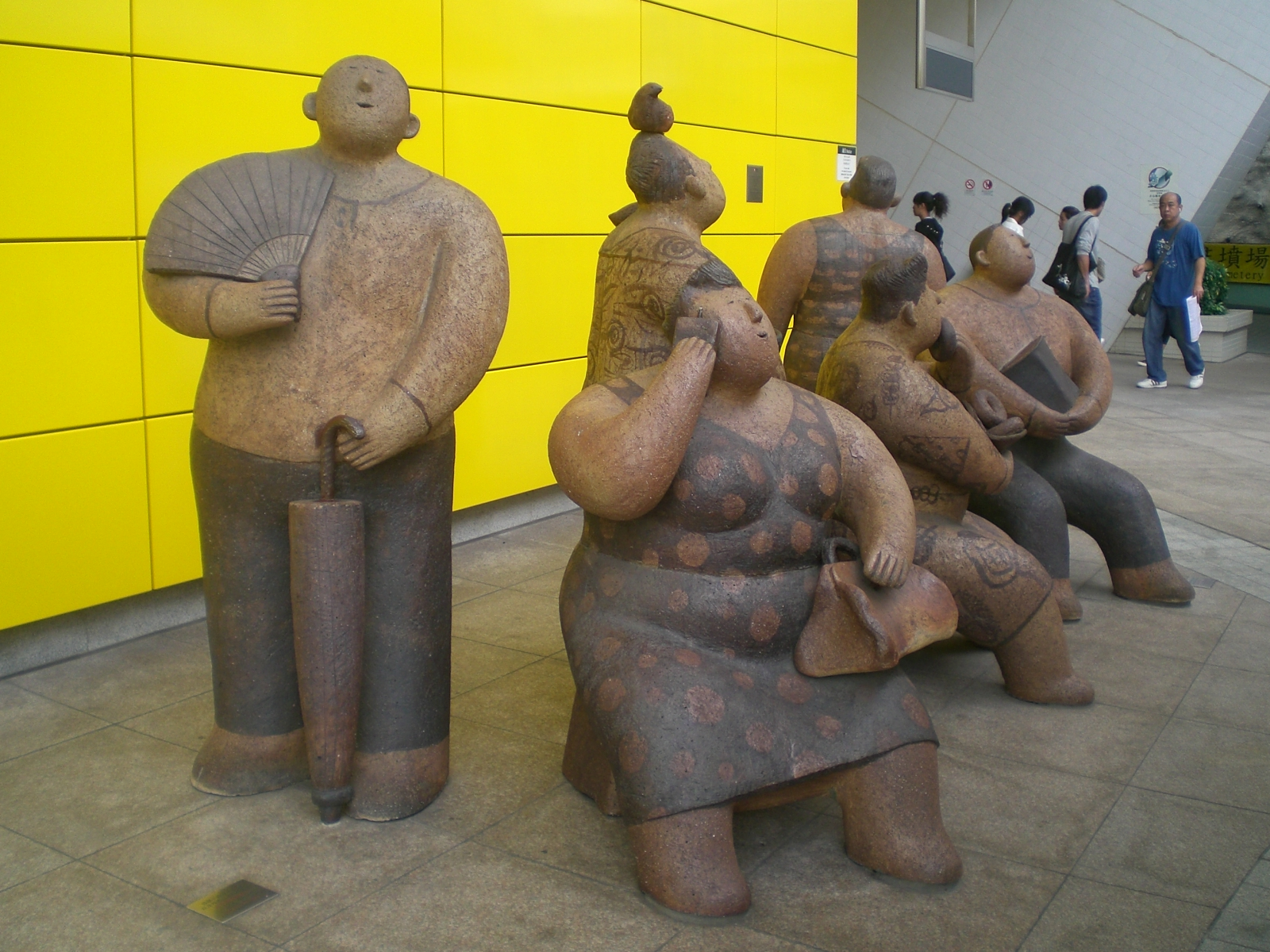
李慧嫻展覽於港鐵油塘站的戶外雕塑藝術作品《行人、閒人》

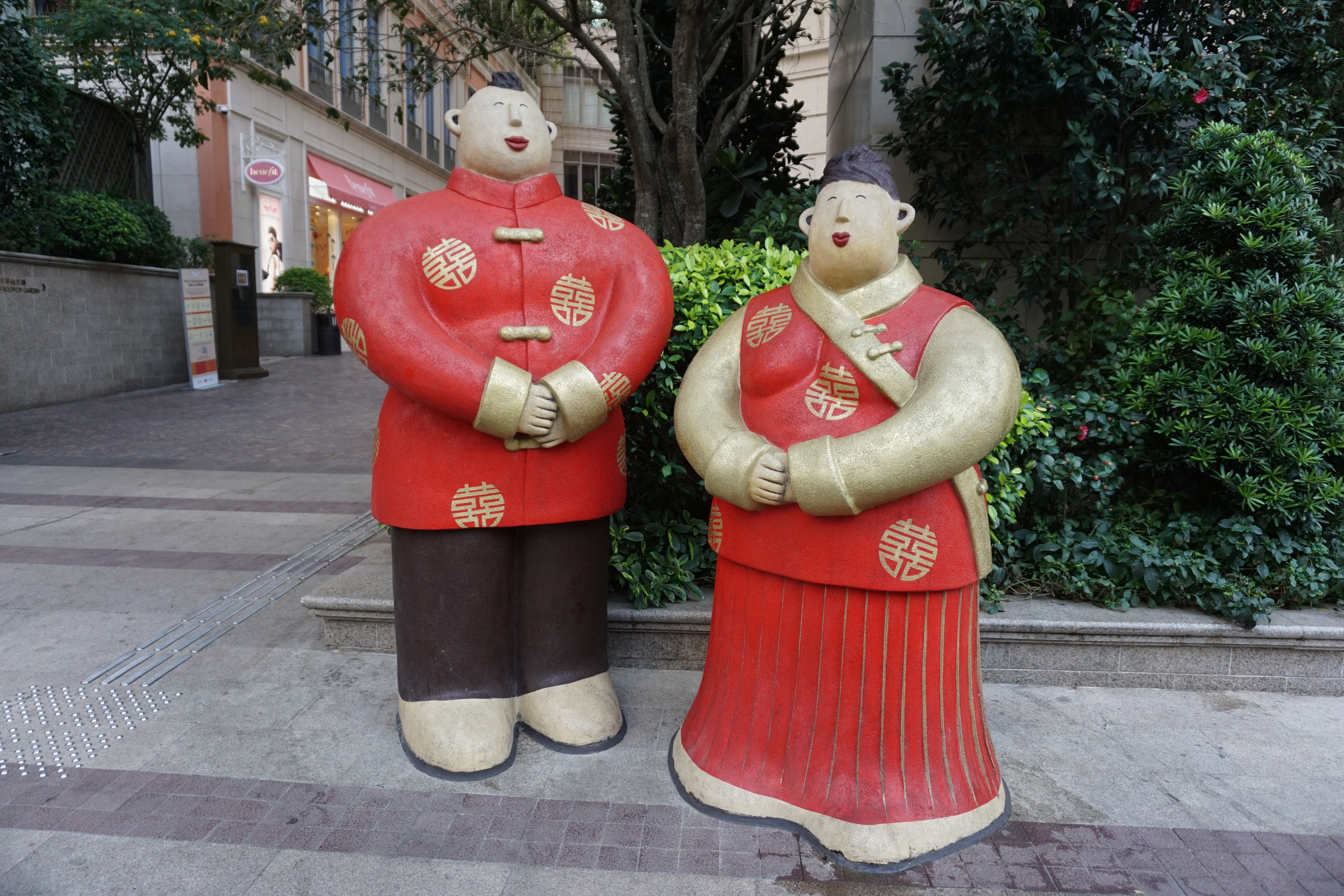
位於利東街商場的作品

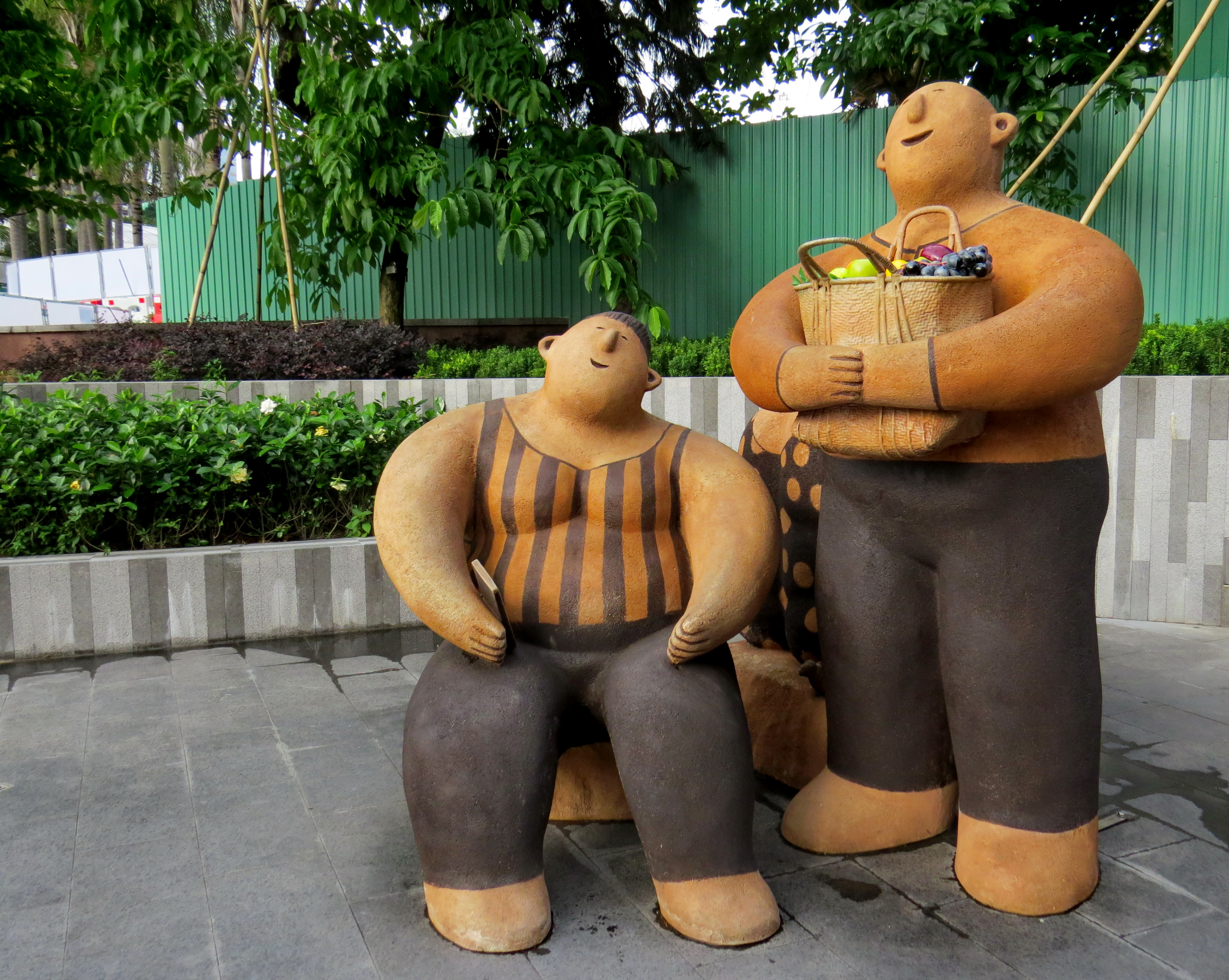
香港藝術館梳士巴利花園藝術廣場「天、地、人 — 香港藝術展覽」李慧嫻《心滿意足I》作品。

- Biography of Rosanna Li Wei Han 香港藝術家李慧嫻（英文版）